# Rhöntropfen

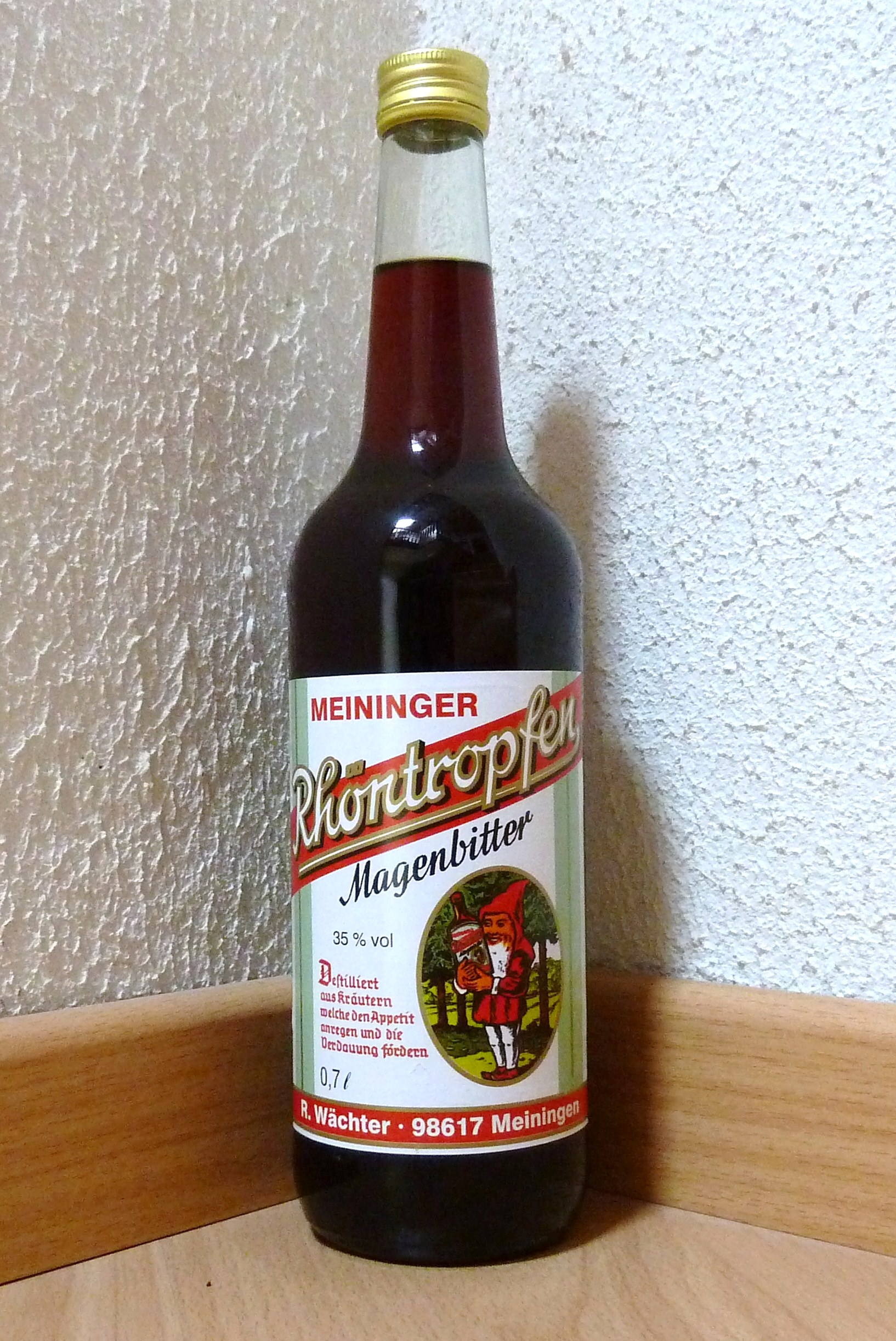
0,7 Liter Flasche Rhöntropfen

Der Meininger Rhöntropfen Magenbitter ist ein aus der südthüringischen Stadt Meiningen stammender Kräuterlikör. Er wird von der Edwin Schüerholz Nachfolger Destillerie- und Likörfabrik GmbH Meiningen hergestellt. Bekannt ist der Likör insbesondere in den neuen Bundesländern, wo er Kultstatus besitzt und rund um das Mittelgebirge Rhön. Der Likör wurde bis Ende der 1990er Jahre in Meiningen, sodann in der Nachbargemeinde Ritschenhausen und seit Anfang 2020 in Lauter-Bernsbach (Erzgebirge) produziert.

## Der Kräuterlikör
Der Rhöntropfen wird seit 1877 hergestellt und enthält 35 % Vol. Alkohol. Er ist ein milder Magenbitter. Destilliert wird der Likör nach einem geheimen Rezept aus rein natürlichen Kräutern und Gewürzen aus der Rhön. Jährlich werden 150.000 Liter Rhöntropfen produziert, der in den Flaschengrößen 0,02 0,04 0,1 0,2 0,35 0,5 und 0,7 Liter sowie in zwei Bügelflaschengrößen und in einer Geschenkverpackung mit Gläsern erhältlich ist.

## Geschichte
Der Rhöntropfen wird seit 1877 in einer geheimen Rezeptur in Meiningen hergestellt und abgefüllt. Er konnte bald einen hohen Bekanntheitsgrad erlangen. Während der DDR-Zeit wurde die herstellende Likörfabrik Schüerholz dem Getränkekombinat Rennsteig-Meiningen angegliedert. In dieser Zeit konnte der Rhöntropfen in der DDR seinen Bekanntheitsgrad stark erhöhen, auch bei BRD-Bürgern war er beliebt.
Nach der politischen Wende 1990 löste sich das Getränkekombinat auf und die Likörfabrik wurde 1991 von der Familie Wächter unter dem Namen Südthüringer Fruchtsaft & Spirituosen GmbH Meiningen (ThüSa) wieder privatisiert. Neben dem Rhöntropfen produzierte die Firma weitere Liköre, Spirituosen und Fruchtsaftgetränke. Durch die Erweiterung der Produktpalette stieß man Ende der 1990er Jahre an die Kapazitätsgrenze der Produktionsanlagen. Da eine Erweiterung der in einem Wohngebiet befindlichen Firma nicht möglich war, errichtete man im wenigen Kilometer entfernten Gewerbegebiet von Ritschenhausen einen neuen Betrieb, wo seitdem die Getränke abgefüllt werden.
Von 2000 bis 2003 gab es zwischen der ThüSa GmbH und der Mast-Jägermeister SE einen Namen-Rechtsstreit wegen des Kräuterlikörs „Wächters Forstmeister“, der erstmals 1883 in Meiningen hergestellt und 1997 wieder in die Produktpalette aufgenommen wurde. Mast-Jägermeister fürchtete wegen der ähnlichen Bezeichnung um Einbußen und angebliche Rufschädigung seines Produkts Jägermeister. Nach einer gerichtlichen Einigung am Landgericht Braunschweig zahlte die Mast-Jägermeister für die Markenrechte an „Forstmeister“ 25.000 Euro an die ThüSa GmbH, darf diese aber nicht nutzen. Die ThüSa GmbH musste dem Kräuterlikör mit der Bezeichnung „Forstwächter“ einen neuen Markennamen geben.
Anfang 2011 meldete die Südthüringer Fruchtsaft & Spirituosen GmbH Meiningen Insolvenz an und die Produktion wurde eingestellt. Aufgrund der großen Nachfrage von Supermarktketten und Handelsunternehmen nach dem Rhöntropfen und mit Aufgabe der verlusteinbringenden Fruchtsaftsparte konnte die Firma gerettet werden. Seit November 2011 stellte die Familie Wächter unter den Firmennamen „Edwin Schüerholz Nachfolger Destillerie- und Likörfabrik GmbH Meiningen“ wieder Liköre und Spirituosen und somit auch den Rhöntropfen her.
Zum 1. Januar 2020 übernahm die Firma Lautergold Paul Schubert GmbH aus Lauter-Bernsbach im Erzgebirge die Produktion und den Vertrieb des Likörs.